# 熱帶氣旋

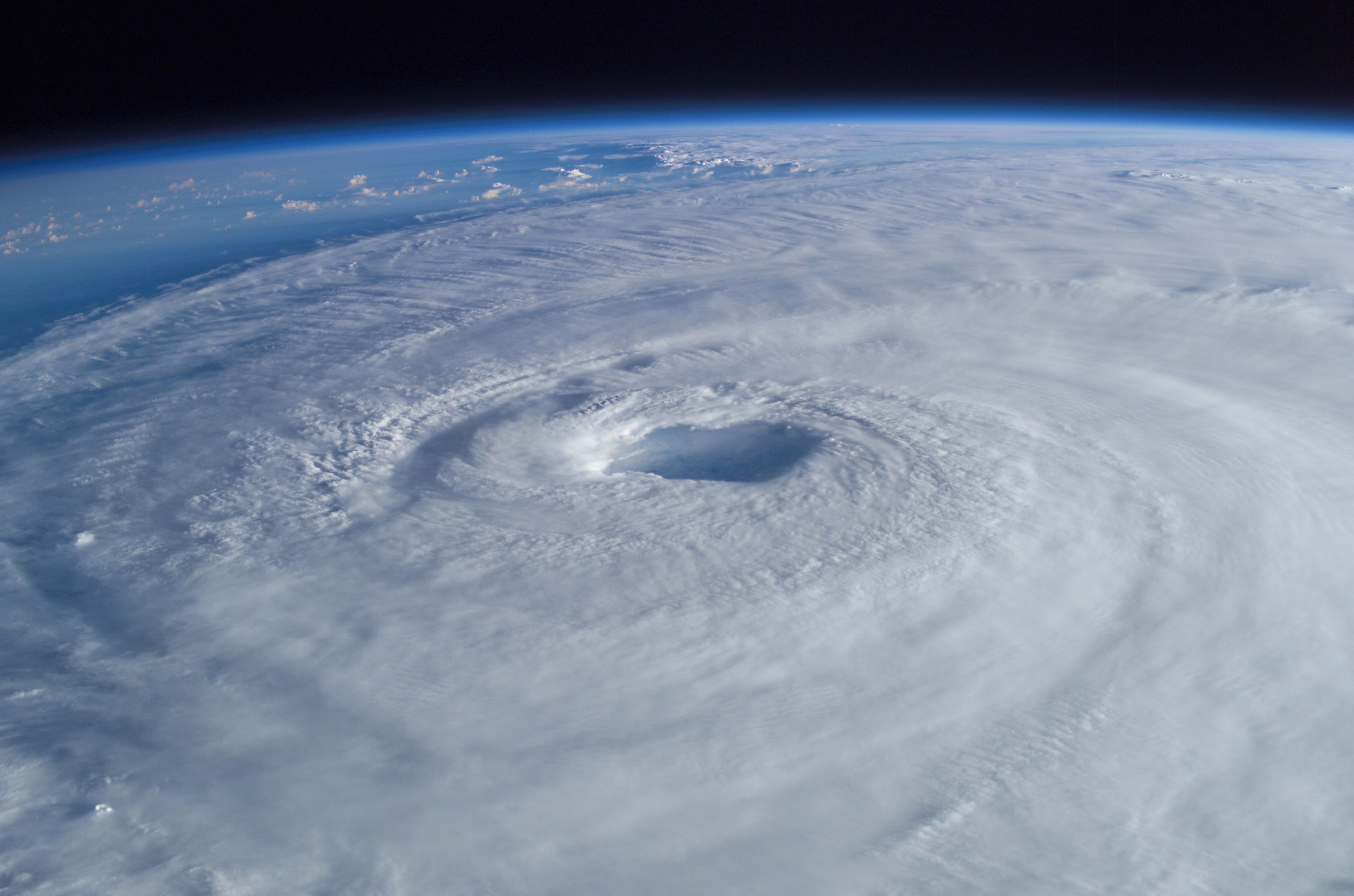
從遠征7軌道上的國際太空站觀察颶風伊莎貝爾（2003年）。從太空的景觀可以清楚看見熱帶氣旋的特點，包括風眼和周圍的雨帶

熱帶氣旋（英語：Tropical Cyclone，縮寫TC）是發生在熱带與亞熱帶地區海面上的氣旋性環流（风暴），由水蒸氣冷卻凝結時放出潛熱發展而出的暖心结構。

## 慣用稱呼
習慣上，不同的地區熱帶氣旋有不同的称呼。人们称西北太平洋及其沿岸地區（例如中国大陆东南沿岸、香港、澳門、臺灣、朝鮮、韓國、日本、越南、菲律宾等地）的熱帶氣旋為「颱風」（英語：Typhoon），古漢語稱「颱風」為「颶風」，而大西洋和東北太平洋及其沿岸地區（例如:中西非、美國、墨西哥、中東蘇伊士運河以西北地區）的熱帶氣旋則依強度稱為熱帶低氣壓、熱帶風暴或「颶風」（英語：Hurricane）。气象学上，則只有中心風力達到每小時118公里或以上（颶風程度）的熱帶氣旋才會被冠以「颱風」或「颶風」等名字。
南半球在不引致誤會時，中间會採用“氣旋”（英語：Cyclone）一字作“熱帶氣旋”（Tropical Cyclone）的簡稱。北印度洋地區（例如：東非、印度、中東蘇伊士運河以東南地區）則慣用“氣旋風暴”（英語：Cyclonic Storm）及相關分級稱呼熱帶氣旋。有傳澳大利亚在1920年代或1930年代以前曾稱當地的熱帶氣旋為「威利威利」（Willy willy），但澳大利亚氣象局否定。按現今澳大利亚氣象局的用詞規範，是指塵捲。

### 熱帶低氣壓
熱帶低氣壓（英語：Tropical Depression，縮寫T.D.）是熱帶氣旋的一種，中心持續風力達每小時41－62公里，即強風級的級別，屬於強度最弱的級別，對下一級為低壓區或熱帶擾動，對上一級為熱帶風暴或輕度颱風。在印度洋，熱帶低氣壓被稱為「低氣壓」（中心附近最高風速為32-50km/h）或「強低氣壓」（中心附近最高風速為51-62km/h）。它有著有組織的雲團及雷暴雨帶，其表面循環系統頗為顯現。一個熱帶低氣壓通常沒有風眼和缺乏強烈氣旋所呈現的緊密組織及形態。

## 結構
一個成熟的熱帶氣旋有以下的部分：

### 風眼

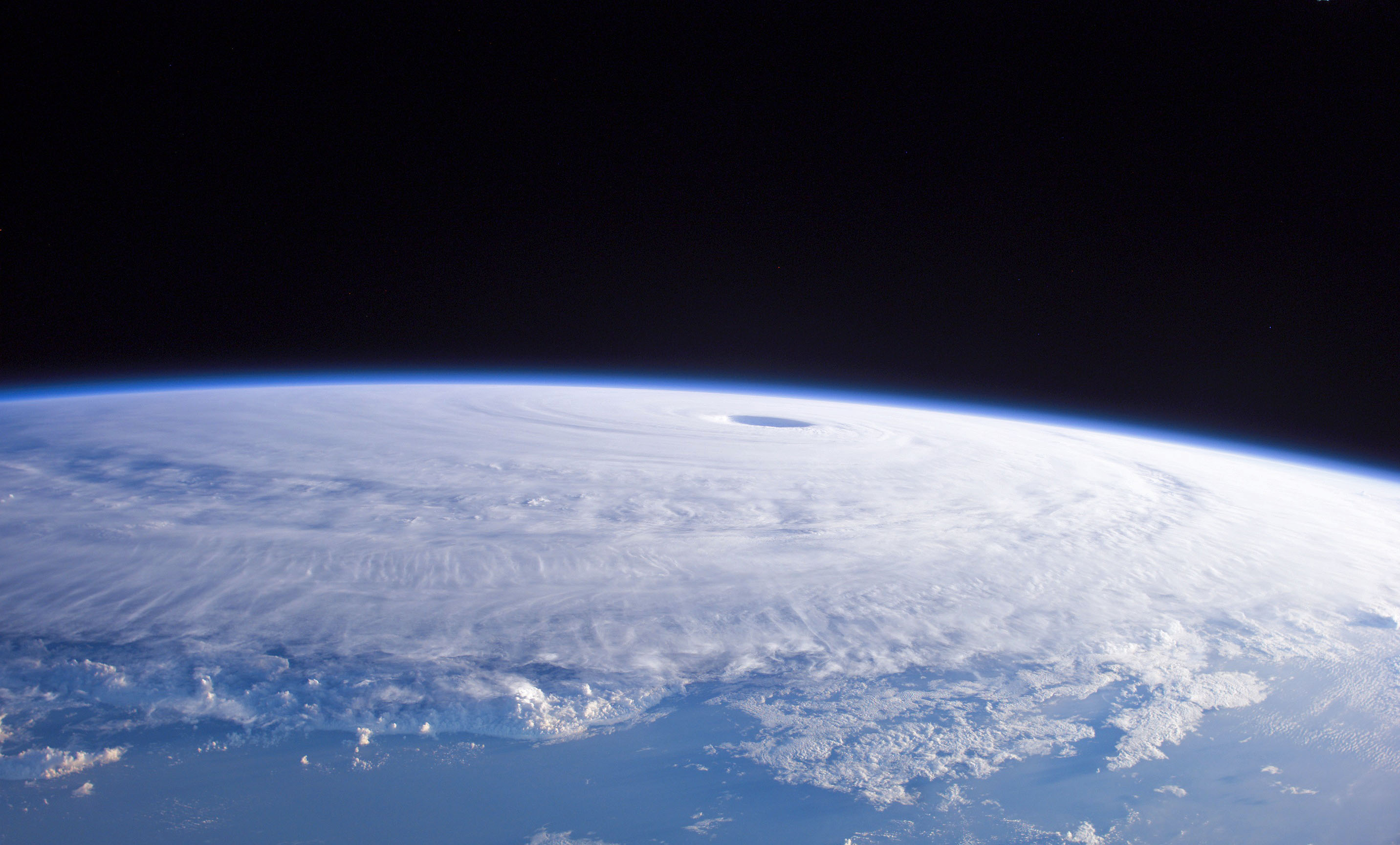
2005年9月3日由國際太空站所看到的颱風彩蝶

強烈的熱帶氣旋的環流中心是下沉氣流，將形成一個風眼。眼內的天氣通常都是平靜無風，無雲，甚至有时会有阳光（但海面仍可能波濤洶湧）。風眼通常都是呈圓形，直徑由2公里至370公里不等。較弱的熱帶氣旋的風眼可能被中心密集雲層區遮蔽，甚至沒有風眼結構。風眼擁有整個熱帶氣旋中的最低氣壓，地球海平面上所錄得的最低氣壓（870hPa）便是在有紀錄以來最強的熱帶氣旋颱風泰培的中心錄得的。

### 暖心
熱帶氣旋的暖濕空氣環繞著中心旋轉上升，過程中水氣凝結釋放大量潛熱，熱能在中心附近垂直分佈。熱帶氣旋內各高度（接近海面例外）的氣溫都比氣旋外圍高。

### 中心密集雲團區
圍繞熱帶氣旋中心旋轉的密集雲層區，通常是由雷暴產生的卷雲組成。當熱帶氣旋的強度越強，中心密集雲團區會逐漸增大，並變得更圓滑。

### 風眼牆（或稱眼壁）

一個北半球熱帶氣旋的橫截面圖

包圍風眼的是圓桶狀的風眼牆，風眼牆內對流非常強烈，其雲層的高度在熱帶氣旋內通常是最高的，降水的強度和風力的強度在熱帶氣旋內也是最大的。強烈的熱帶氣旋有眼壁置換週期，產生新的外眼壁替代內壁。其成因為熱帶氣旋眼壁外圍的螺旋雨帶重組，然後漸漸向內移動，竊取了眼壁的濕氣與能量。在這階段，熱帶氣旋進入了一個減弱的過程。在外圍新的眼壁完全取代舊眼壁，如果環境許可，熱帶氣旋會重新增強。透過多頻微波掃描和雷達可以清楚觀測到眼牆更新週期中的熱帶氣旋出現雙重眼壁；如果熱帶氣旋眼壁置換的過程較為明顯，更可從可見光和紅外線衛星雲圖上觀測到。

### 螺旋雨帶
螺旋雨帶是繞著熱帶氣旋中心運動的雨雲和雷暴。在北半球，螺旋雨帶向逆時針方向繞中心運動。螺旋雨帶會為地面帶來大風雨，而在每條雨帶之間則會較為平靜。在接近陸地的熱帶氣旋，螺旋雨帶中會形成龍捲風。擁有多條螺旋雨帶的熱帶氣旋一般較強及發展成熟；但也有一些“環狀颶風”的主要特徵是沒有螺旋雨帶。

### 外散環流
所有低壓系統均需要高空輻散以持續增強，熱帶氣旋的輻散從所有方向流出。因為科里奥利力的作用，熱帶氣旋的高空呈反氣旋式外散環流。地面或海面的風強力向內旋轉，隨著高度上昇減弱，最終改變方向。這個特點和熱帶氣旋中心的暖心結構有關，所以熱帶氣旋需要垂直風切變微弱的環境維持暖心結構，才能延續輻散。

### 風暴線

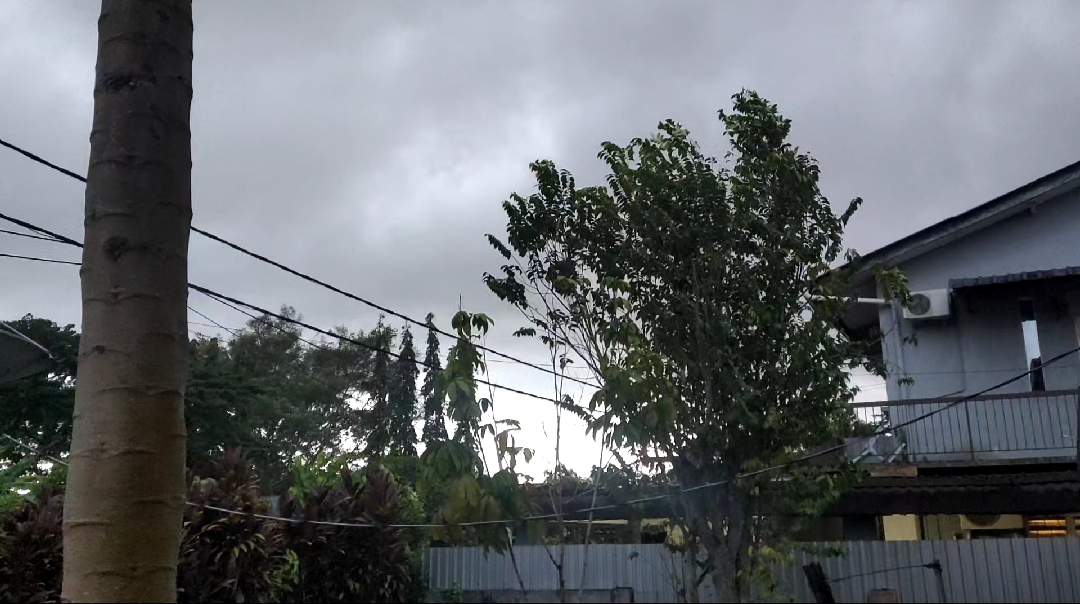
雖然此時的中度颱風洛克 (2022年)已經過海去太平洋，但受其「颱風尾」影響，天空有烏雲、有短暫的颳風並且下傾盆大雨。

马来语名为Fenomesa Garis Badai，俗称台风尾、伪台风，也是热带气旋中的大气环流一部分。被风暴线扫到的地区会出现强烈刮风和降雨。未被扫到的地区则不会出现强烈刮风和降雨。

## 生成

### 生成的動力

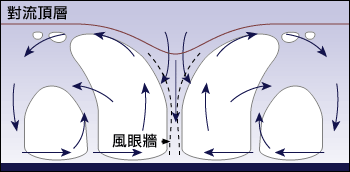
在溫暖的海洋上，當水汽冷凝，能量的釋放啟動正反饋迴圈，熱帶氣旋得以形成

美國國家大氣研究中心的科學家估計一個熱帶氣旋每天釋放5×1019至2×1020焦耳的能量，比所有人類的發電機加起來高200倍，或等於每20分鐘引爆一顆1000萬噸的核彈。
結構上來說，熱帶氣旋是一個由雲、風和雷暴組成的巨型的旋轉系統，它的基本能量來源是在高空水汽冷凝時汽化熱的釋放。所以，熱帶氣旋可以被視為由地球的自轉和引力支持的一個巨型的熱力發動機，另一方面，熱帶氣旋也可被看成一種特別的中尺度對流複合體，不斷在廣闊的暖濕氣流來源上發展。因為當水冷凝時有一小部分釋放出來的能量被轉化為動能，水的冷凝是熱帶氣旋附近高風速的原因。高風速和其導致的低氣壓令蒸發增加，繼而使更多的水汽冷凝。大部分釋放出的能量驅動上升氣流，使風暴雲層的高度上升，進一步加快冷凝。

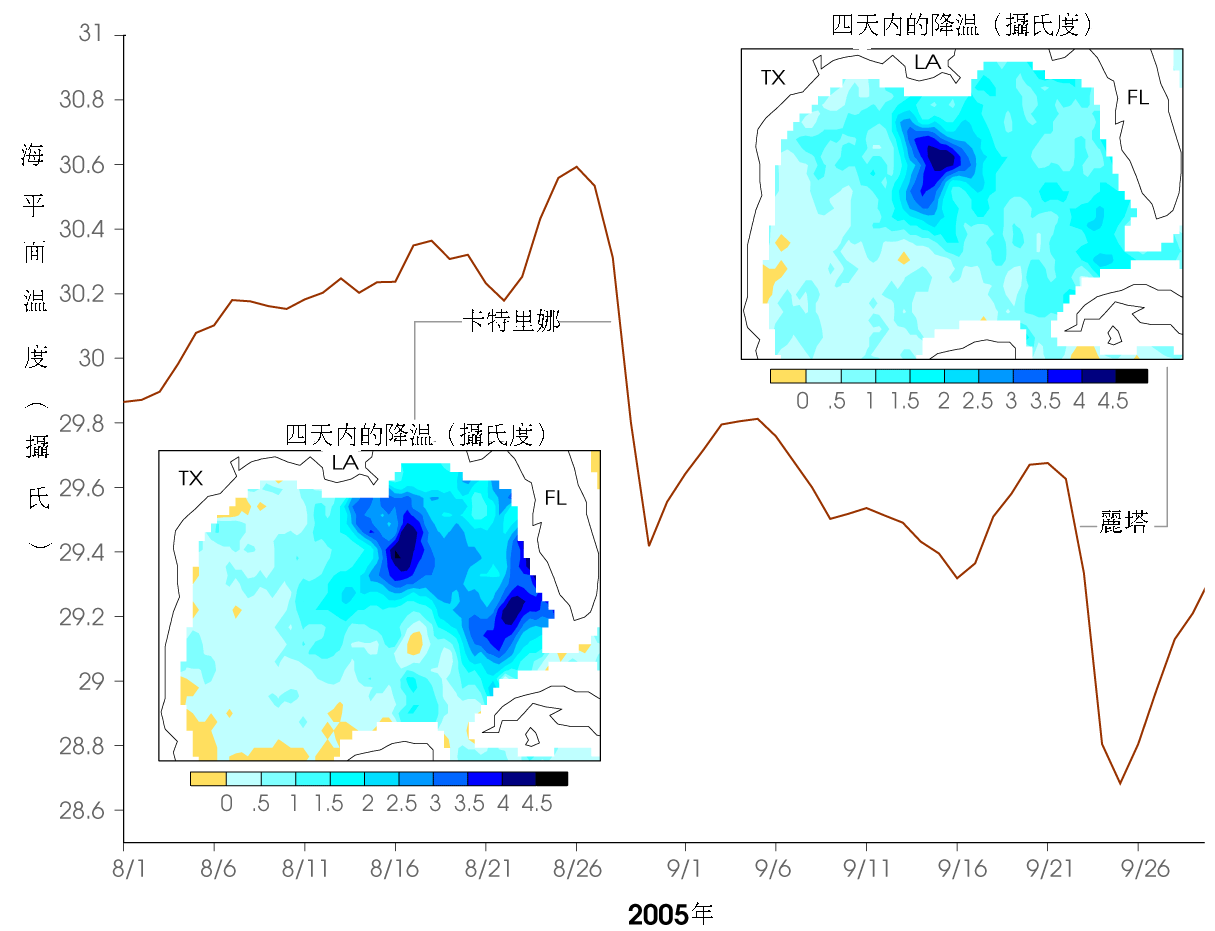
圖表顯示當颶風卡特里娜和颶風麗塔經過墨西哥灣，該區的水溫下降

熱帶氣旋因此能夠取得足夠的能量自給自足，這是一個正回授的迴圈，使得只要暖濕氣流和較高的水溫可以維持，越來越多的能量便會被熱帶氣旋吸收。其他因素例如空氣持續地不均衡分佈也會給予熱帶氣旋能量。地球的自轉使熱帶氣旋旋轉並影響其路徑，這就是科里奥利力的作用。綜合以上敘述，使熱帶氣旋形成的因素包括一個預先存在的天氣擾動、高水溫、濕潤的空氣和在高空中相對較低的風速。如果適合的環境持續，使熱帶氣旋正反饋的機制藉著大量的能量吸收被啟動，熱帶氣旋就可能形成。
深層對流作為一種驅動力是熱帶氣旋與其他氣旋系統的主要分別，因为深层对流在热带气候地区中最强，所以热带气旋大多在热带地区生成。相对地，中緯度氣旋的主要能量來源是大氣中的已存在的水平溫度梯度。如果熱帶氣旋要維持強度，就必須留在溫暖的海面上，使正反饋機制得以持續。因此，當熱帶氣旋移入內陸，強度便會迅速減弱。
當熱帶氣旋經過一片海洋，該處海域的表面溫度會下降，從而影響熱帶氣旋後來的發展。溫度的下降主要是因為熱帶氣旋帶來的大風使海水翻滾，海底較冷的海水湧上。較涼的雨水的下降、雲層的遮蔽使海洋減少吸收太陽的輻射，也是表面海水溫度下降的原因。以上因素相輔相成，會使一大片海洋的表面溫度在幾天內急剧下降。

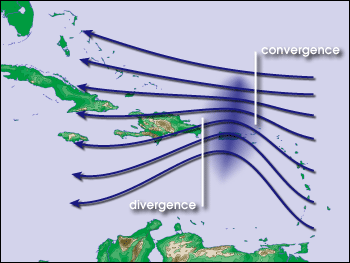
大西洋信風帶的波動——在盛行風路徑上移動的輻合氣流使大氣變得不穩定，熱帶氣旋因而有機會形成

### 生成的條件
热带气旋的生成和发展需要海温、大气环流和大气层三方面的因素结合。熱帶氣旋的能量來自水蒸氣凝結時放出的潛熱。对于热带气旋的形成条件，至今尚在研究之中，未被完全了解。一般认为热带气旋的生成须具备6个条件，但热带气旋也可能在这6个条件不完全具备的情况下生成。
- 海水的表面溫度不低於攝氏26.5°，且水深不少於50米。[32]这个温度的海水造成上层大气足够的不稳定，因而能维持对流和雷暴。[33]
- 大气温度随高度迅速降低。这容许潜热被释放，而这些潜热是热带气旋的能量来源。[32]
- 潮湿的空气，尤其在对流层的中下层。大气湿润有利于天气扰动的形成。[32]
- 大部分須在離赤道超過五個緯度的地区生成，否则科里奥利力的强度不足以使吹向低压中心的风偏转并围绕其转动，环流中心便不能形成。[32]
- 不強的垂直風切變，如果垂直風切變過強，熱帶氣旋對流的發展會被阻礙，使其正反饋機制未能啟動。[32]
- 一個預先存在的且擁有環流及低壓中心的天氣擾動。[32]
- 中對流層的大氣不能太乾燥，相對溼度必須大於40~50個百分點。[32]

### 生成的地点
大多数热带气旋在熱帶地區的海洋形成，熱帶气旋是在全球热带地区出现的雷暴活动区。
热带气旋在海水温度高的地区生成，通常在27℃以上。它们在海洋的东部产生，向西移动，并在移动的过程中增强。这些系统大部分在南北纬10至30度之间形成，而有87%在20度以内形成。因为科里奥利力给予并维持热带气旋的旋转，热带气旋鲜有在科里奥利力最弱的南北纬五度之内生成。但热带气旋也有可能在这个地区形成，例如2001年的熱帶風暴画眉和2004年的熱帶氣旋阿耆尼。

### 由溫帶氣旋或從副熱帶氣旋轉成
如果溫帶氣旋能夠成功脫離鋒面，並獲得部分熱帶氣旋的特性，可以被分類為亞熱帶氣旋，例如2007年亞熱帶風暴安德烈亞。若擁有更多熱帶氣旋的特性，更可以被分類為熱帶氣旋，例如2013年強烈熱帶風暴桃芝。

## 運動

### 引導氣流（駛流）
熱帶氣旋的路徑主要受大尺度的引導氣流影響，熱帶氣旋的運動被前美國國家颶風中心主管尼爾·弗蘭克博士形容為“葉子被水流帶動”。
在南北緯大約20度左右的熱帶氣旋主要被副熱帶高壓（一個長年在海洋上維持的高壓區）的引導氣流引導而向西移，這樣由東向西的氣流稱為信風。在北大西洋，熱帶氣旋會被信風從非洲西岸引導至加勒比海及北美洲，而在東北太平洋，熱帶氣旋會被信風引導到達太平洋中部直至引導氣流減弱。東風波是這區域很多熱帶氣旋的前身，而在印度洋和西太平洋，風暴的形成主要被熱帶輻合帶和季風槽的季度變化影響，相對於大西洋和東北太平洋，東風波形成熱帶氣旋的比例較小。

### 科里奧利力

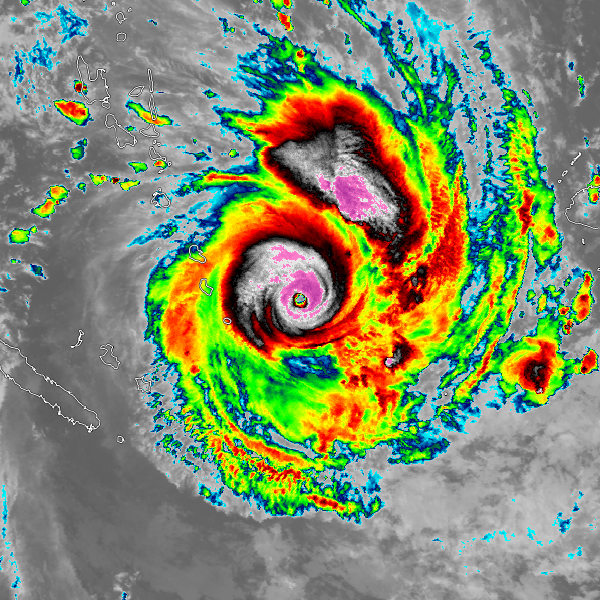
氣旋溫斯頓接近首波最高強度時的加強版紅外線衛星雲圖。由於科里奧利力影響，風暴以順時針方向旋轉

科里奧利力，是慣性系統（空氣流動為直線運動）在非慣性系統（地球自轉為旋轉運動）上移動而產生的一種現象。科氏力並非真實存在，而是對於一個位在非慣性系統上觀察者而言，會認為慣性系統的行進路徑發生偏移，因而假想出一個加速度，此加速度乘上物體質量便成為一個假想力。雖然科氏力只需要地球自轉就可以產生，不過考慮地球的球體形狀，需要加入一個與緯度有關的{\displaystyle f\ }係數：
{\displaystyle f=2\omega \sin(\phi )\ }
其中{\displaystyle \phi \,}為緯度；{\displaystyle {\boldsymbol {\omega }}}為角速度。因此地球上的科里奧利加速度為：
{\displaystyle a_{c}=fv\ }
其中v為地球自轉速度的水平分量。由此公式可知緯度愈高，科里奧利加速度愈大，在赤道則為零（因此赤道上通常不會生成熱帶氣旋）。
科氏力在地球上的特例稱做地轉偏向力，對氣旋運動的影響主要有兩個，一方面決定了氣旋系統的旋轉方式；另一方面則是決定氣旋的前進方向。
當空氣沿氣壓梯度進入低壓中心，由於大氣流動與地球自轉方式的差異，會使大氣流動發生一定程度的偏離。在北半球，當低壓中心以北的空氣南移，會向與地球自轉相反的方向（西方）偏離；其以南的空氣北移時則會向地球自轉的方向（東方）偏離，而南半球空氣偏離的方向相反。因為科氏力與空氣向低壓中心的速度相垂直，這便創造了氣旋系統旋轉的原動力：北半球的氣旋逆時針方向轉動，南半球的氣旋則順時針方向轉動。
科氏力也使氣旋系統在沒有強引導氣流影響下移向兩極。熱帶氣旋向兩極旋轉的部分會受科氏力影響輕微增加向兩極的分量，而其向赤道旋轉的部分則會被輕微增加向赤道的分量。在地球上越接近赤道科氏力會越弱，所以科氏力影響熱帶氣旋向兩極的分量會較向赤道的分量為多。因此，在沒有其他引導氣流抵消科氏力的情況下，北半球的熱帶氣旋一般會向北移動，而南半球的熱帶氣旋則會向南移動。

### 角動量守恆
科氏力雖然決定了氣旋旋轉的方向，但其高速旋轉的主要動力卻非科氏力，而是角動量守恆的結果：空氣從遠大於氣旋範圍的區域沿螺旋路径运输到低氣壓中心，由於旋转半径减小而角動量不變，因此導致氣旋旋轉時的角速度大大地增加。
熱帶氣旋雲系最明顯的運動是向著中心的，而角動量守恆原理也使外部流入的氣流，在接近低氣壓中心的時候會逐漸加速。當氣流到達中心之後會開始向上、向外流動，因此高層的雲系也會向外流出（輻散）。這是源於已經釋放濕氣的空氣在高空從熱帶氣旋的“煙囪”被排出。輻散使薄的卷雲在高空形成，並在熱帶氣旋外部旋轉，這些卷雲可能就是熱帶氣旋來臨的第一個警號。
除了熱帶氣旋本身的旋轉，角動量守恆也影響了氣旋的移動路徑。低緯度地區的地球自轉半徑較大，因此氣體流動的偏移較小；高緯度地區的地球自轉半徑較小，所以氣體流動的偏移較大。這樣的力量也是熱帶氣旋在北半球往北移動，南半球往南移動的原因之一。

### 與中緯度西風帶的作用

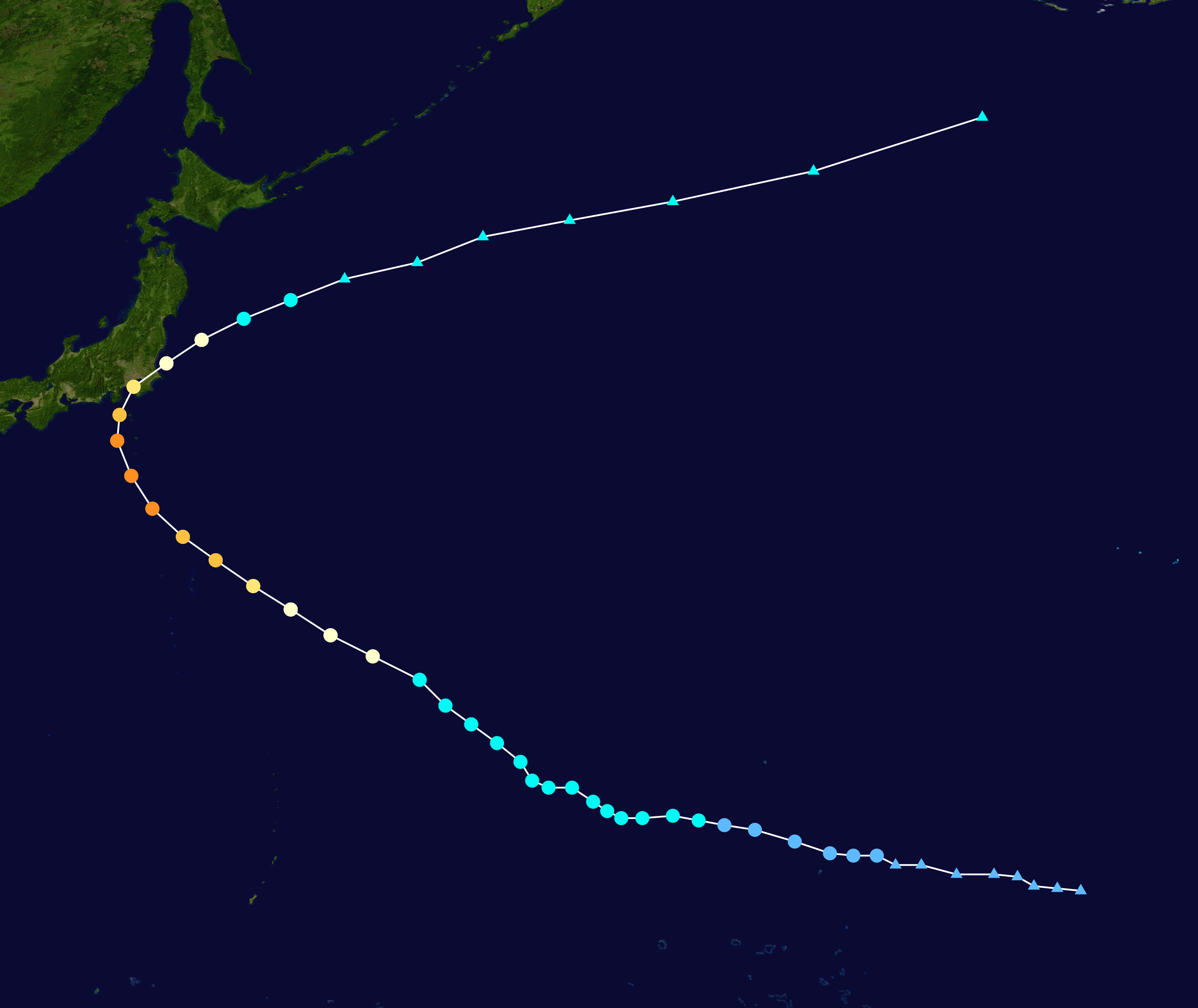
強颱風法茜（2019年）的路徑圖，顯示其在日本以東海域轉向

當熱帶氣旋移到較高緯度，其圍繞副高活動的路徑會被位於高緯度的低壓區所改變。當熱帶氣旋向兩極移近低壓區，會逐漸出現偏東向量，這是熱帶氣旋轉向的過程。例如一個正向西往亞洲大陸移動的颱風可能會因為中國或西伯利亞上空出現低壓區而逐漸轉向北方，繼而加速轉向東北，擦過日本的海岸。颱風轉向東北，是因為當其位於副高北緣，引導氣流是從西往東。

### 藤原效應
藤原效應或稱雙颱效應，是指兩個或多個距離不遠的氣旋互相影響的狀態，往往會造成熱帶氣旋移動方向或速度的改變。藤原效應常見的影響依照熱帶氣旋之間的強弱程度不同而大致分為兩種：若兩個熱帶氣旋有強弱差距，則較弱者會繞著較強者的外圍環流作旋轉移動（在北半球為逆時針旋轉，南半球則是順時針旋轉），直到兩者距離大到藤原效應消失，或到兩者合併為止。如果兩個熱帶氣旋的強弱差不多，則會以兩者連線的中心為圓心，共同繞著這個圓心旋轉，直到有其他的天氣系統影響，或其中之一減弱為止。

### 快速增強

海高斯正在快速增強

美國颶風研究中心對於快速增強的定義是在24小時內，熱帶氣旋的持續最大風速增加超過30節（35英里每小時；55每小時）。
熱帶氣旋的快速增強需要以下幾個條件的配合：海面溫度需非常的溫暖（接近甚至超過30 °C, 86 °F），海面下相當深度的水都還要維持此溫度，以避免因為波浪造成較深處冷水的對流、风切变不能太高，风切变太高會破壞熱帶氣旋內部的對流及循環。在对流层上的反气旋也需要存在，若要產生非常低的氣壓，在風眼處的空氣需要快速的上升，上方的反气旋有助於風眼中的空氣有效的快速上升。

### 登陆
“登陆”的官方定义是风暴的中心（环流的中心，而非边缘）越过海岸线，但在热带气旋登陆前数小时，沿岸和内陆地区已会有风暴的状况。因为热带气旋风力最强的位置不在中心，即使热带气旋没有登陆，陆地上也可能感受到其最强的风力。

## 消散

### 消散原因

2005年大西洋颶風季的熱帶風暴富蘭克林。該風暴的強對流被強烈的垂直風切變切離

热带气旋一般在以下情况减弱消散，或丧失热带特性。
- 移入陸地。因為失去維持能量的溫暖海水，而迅速減弱消散。絕大部分的強烈熱帶氣旋登陸後一至兩天即變成組織鬆散的後熱帶氣旋。但是如果能夠重新移到溫暖的洋面上，它們可能會重新發展。移經山區的熱帶氣旋可以在短期內迅速減弱。
- 在同一海面上滯留過久，翻起海平面30米以下較涼海水，熱量吸乾，使表面水溫下降，無法維持強度，熱帶氣旋因而減弱。[47]
- 移入水溫低於26攝氏度的海洋，這會使熱帶氣旋失去其特性（中心附近的雷暴和暖心結構），減弱為低壓區。這是東北太平洋熱帶氣旋消散的主因。[48]
- 遇上強烈垂直风切变，對流組織受破壞。
- 與西風帶的作用，例如與鄰近的鋒面融合，這使熱帶氣旋轉化為溫帶氣旋，這個過程會持續一至三日，在這段期間的熱帶氣旋會逐漸成為後熱帶氣旋。[49]但就算熱帶氣旋完成轉化，很多時候它們仍能維持熱帶風暴的風力和一定程度的降水。在太平洋和大西洋，由熱帶氣旋轉化而成的溫帶氣旋有時風力會達到颶風的水平，嚴重影響美國西岸或歐洲。2014年的颱風鸚鵡就是這樣的一個例子。
- 弱的熱帶氣旋被另一低壓區影響，受破壞而成為非氣旋性雷暴，或被另一個較強的熱帶氣旋吸收。

### 人工消散

#### 美國的試驗
在1940至1970年代，美國政府曾嘗試以人工的方式使熱帶氣旋減弱。这一方案由欧文·朗缪尔提出，用飞机在台风适当部位大量播撒碘化银等催化剂，使熱帶氣旋螺旋雲帶的水分過度冷卻，令內部眼牆崩塌而降低其強度。他说服了美国通用、美国陆军通信兵、美国空军和美国海军，在1947年合作进行第一个人工影响飓风的实验“卷云计划”。但结果是，受人工影响，原本正在远离美国大陆的飓风突然转头向西，并在佐治亚州和南卡罗来纳州登陆，酿成了巨大灾祸，引起公众强烈不满。不过由於在1952年亦有另一氣象系統以相似路徑移動並且有證據顯示該風暴在施行人工減弱前已有路徑變動跡象，相關法律訴訟因而終止，但亦導致相關實驗暫停了十一年。1963年，美国进一步实行“狂飙计划”。试验人员根据“角动量守恒定律”，用飞机在台风的不同部位撒播碘化银、干冰、尿素、水滴等催化剂，结果使台风眼区扩大了6-7倍，眼区周围风速也随之减弱。1969年8月18日，美国对颶風黛比的试验效果更为显著，撒播催化剂后，最大风速由50米/秒降到35米/秒，减少了30%，但在人工減弱後，該颶風的強度很快便恢復。
為避免可能發生的意外，在及後的計劃中，計劃指引限制只能對在48小時內有10%以下機率登陸有人居住的土地的熱帶氣旋試行人工減弱，亦只能選擇位於飛機可到之處而強度又達到有較完整眼壁的熱帶氣旋來測試，因而大大減少了此後可能的實驗風暴數目。
在1970年代，由於在大西洋洋面可供試驗的風暴數量太少，美國氣象局曾考慮在其他洋區進行同類試驗，但受到政治等因素影響，相關試驗並未進行。
另外，由於觀察設備進步，人們在1960年代後期發現了人工減弱的原理事實上是經歷了眼壁置換過程，並在1980年代初期獲證實此變化會在較強的熱帶氣旋自然發生，並在同期於眼壁內發現大量冰晶，原因為風暴眼壁的上升氣流不足以如理論所指的那樣，防止水珠結冰或變成雨珠降下，計劃因此於1983年終結。

##### 衍生效应
在NOAA尝试把气旋改变路径以后，政治家们担心它会变成气象武器，例如菲律宾把一个热带气旋用NOAA的方法使其消散或者改变路径，那这个气旋可能会重新生成，然后袭击中华人民共和国或者是中华民国、朝鲜民主主义人民共和国、大韩民国、日本等国家，从而导致国家间的政治冲突。

#### 其他方案
其他曾被提出的人工減弱熱帶氣旋的方案包括：
- 以巨大的冰塊降低熱帶氣旋所經過海面的海水溫度；
- 在風眼結構形成的初期向其丟下大量冰塊以吸收熱帶氣旋放出的潛熱，阻止潛熱轉化為動能；
- 以抑制蒸發的物質（如薄膜）覆蓋海洋；
- 制造出低压区，使台风移向这个低压区；
- 海上风电场削弱台风

但這些方案都面對一個問題：熱帶氣旋的體積太大使它們難以實行。

## 影響

### 負面影響

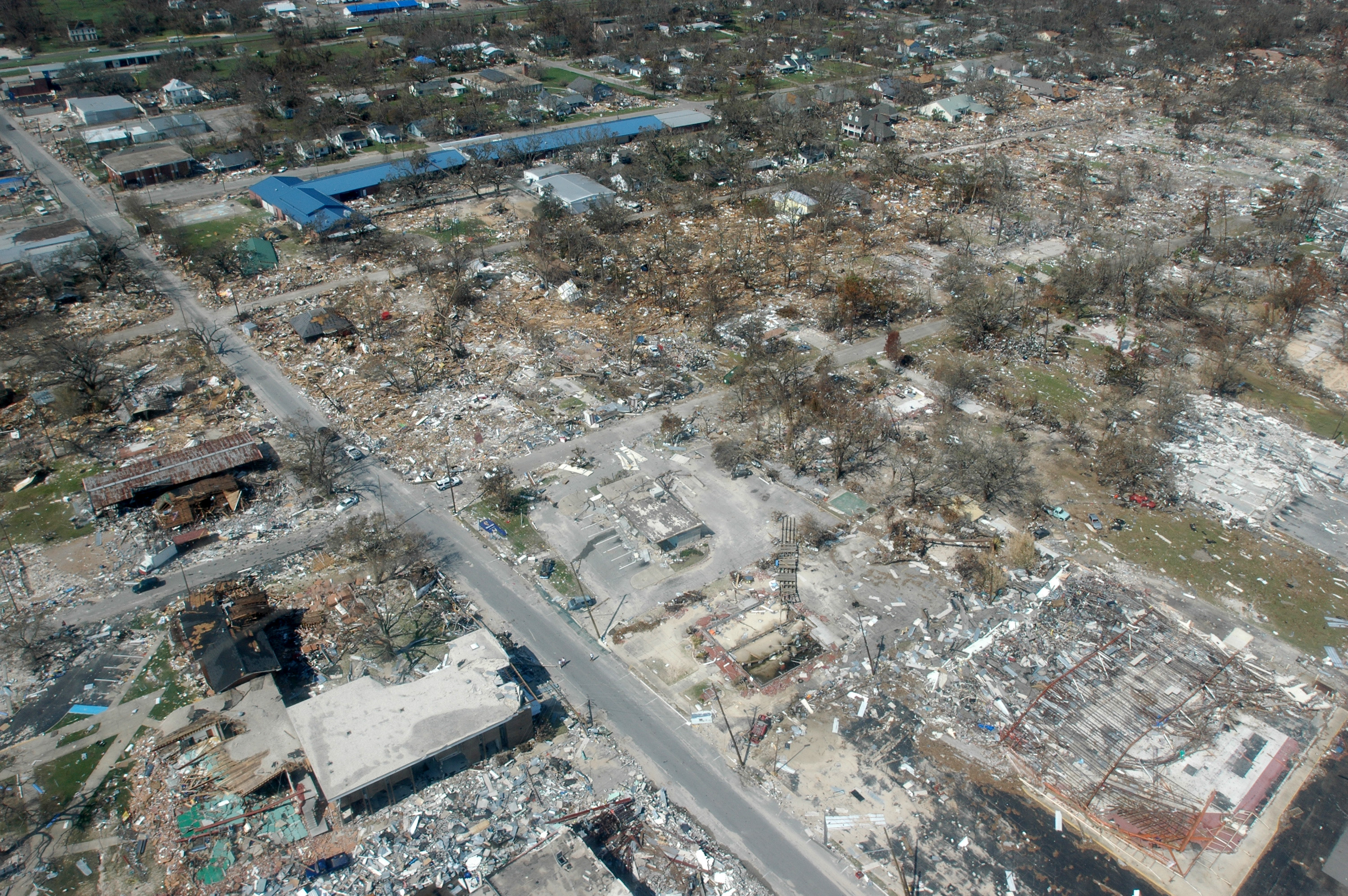
2005年颶風卡特里娜吹襲後的美國密西西比州格爾夫波特

成熟的熱帶氣旋釋放的功率可達6x1014瓦，在海上的熱帶氣旋引起滔天巨浪，狂風暴雨。有時會令船隻沉沒，國際航運受影響。但是熱帶氣旋以登陸陸地時所造成的破壞最大，主要的直接破壞包括以下三點：
- 大風：颶風級的風力足以損壞以至摧毀陸地上的建築、橋樑、車輛等。特別是在建築物沒有被加固的地區，造成破壞更大。大風亦可以把雜物吹到半空，使戶外環境變成非常危險。周圍亦可能產生焚風或龍捲風。
- 風暴潮：因為熱帶氣旋的風及氣壓造成的水面上升，可以淹沒沿海地區，倘若適逄天文高潮，危害更大。風暴潮往往是熱帶氣旋各種破壞之中奪去生命最多的。（注意：風暴潮有別於海嘯，風暴潮（英語：Storm surge）是風暴的低氣壓及狂風所引發的持續性巨浪，海嘯（英語：Tsunami）是海底地震所產生的短暫漸進式巨浪，並向陸地沿岸衝過去。）
- 暴雨：熱帶氣旋可以引起持續的倾盆大雨。與西南季風交互產生西南氣流或與東北季風交互產生共伴效應使雨量加倍（特別是迎風面）。在山區的雨勢更大，並且可能引起河水氾濫，土石流及山泥傾瀉。

熱帶氣旋也為登陸地造成若干間接破壞，包括：
- 疾病：熱帶氣旋過後所帶來的積水，以及下水道所受到的破壞，可能會引起流行病。[54]
- 破壞基建系統：熱帶氣旋可能破壞道路，輸電設施等等，阻礙救援的工作。
- 農業：風、雨可能破壞魚、農產物，引致糧食短缺。
- 盐风：海水的盐分随著热带气旋引起的巨浪被带到陆上，附在农作物的叶面可导致农作物枯萎，附在电缆上则可能引起漏电。[55]
- 加強季候風寒流或大陸反氣旋強度：當熱帶氣旋遇上相當強烈的大陸寒流時，兩者之間的氣壓梯度增加，後者會吸收熱帶氣旋的能量，使寒流增強。

1987年11月至12月間，西太平洋的颱風蓮娜在南中國海北部遇上當時最強烈的西伯利亞寒流（北風潮），使香港的氣溫由攝氏26度急速下降至8度，創下香港氣候觀測史上最大的24小時降溫紀錄，導致冬季提早降臨。

### 正面影響

#### 雨水
熱帶氣旋所造成的人命損失是無法估量的，但是熱帶氣旋亦為乾旱地區帶來重要的雨水。不少地區的每年雨量中的重要部分都是來自熱帶氣旋。例如東北太平洋的熱帶氣旋為乾旱的墨西哥和美國西南帶來雨水；缓解中国长江中下游地区的伏旱；日本甚至全年近半的雨量都是來自熱帶氣旋。

#### 熱量平衡
熱帶氣旋亦是維持全球熱量和動量平衡分佈的一個重要機制。熱帶氣旋把太陽投射到熱帶，轉化成海水熱量的能量，帶到中緯度及接近極地的地區。熱帶氣旋亦作為一強烈渦旋擾動，把赤道所積存的東風角動量輸送往中緯度地區的西風帶內。

#### 減低污染
熱帶氣旋強勁的風力，可以吹散高污染地區的污染物，減輕高污染地區的污染程度。

## 觀測與預報

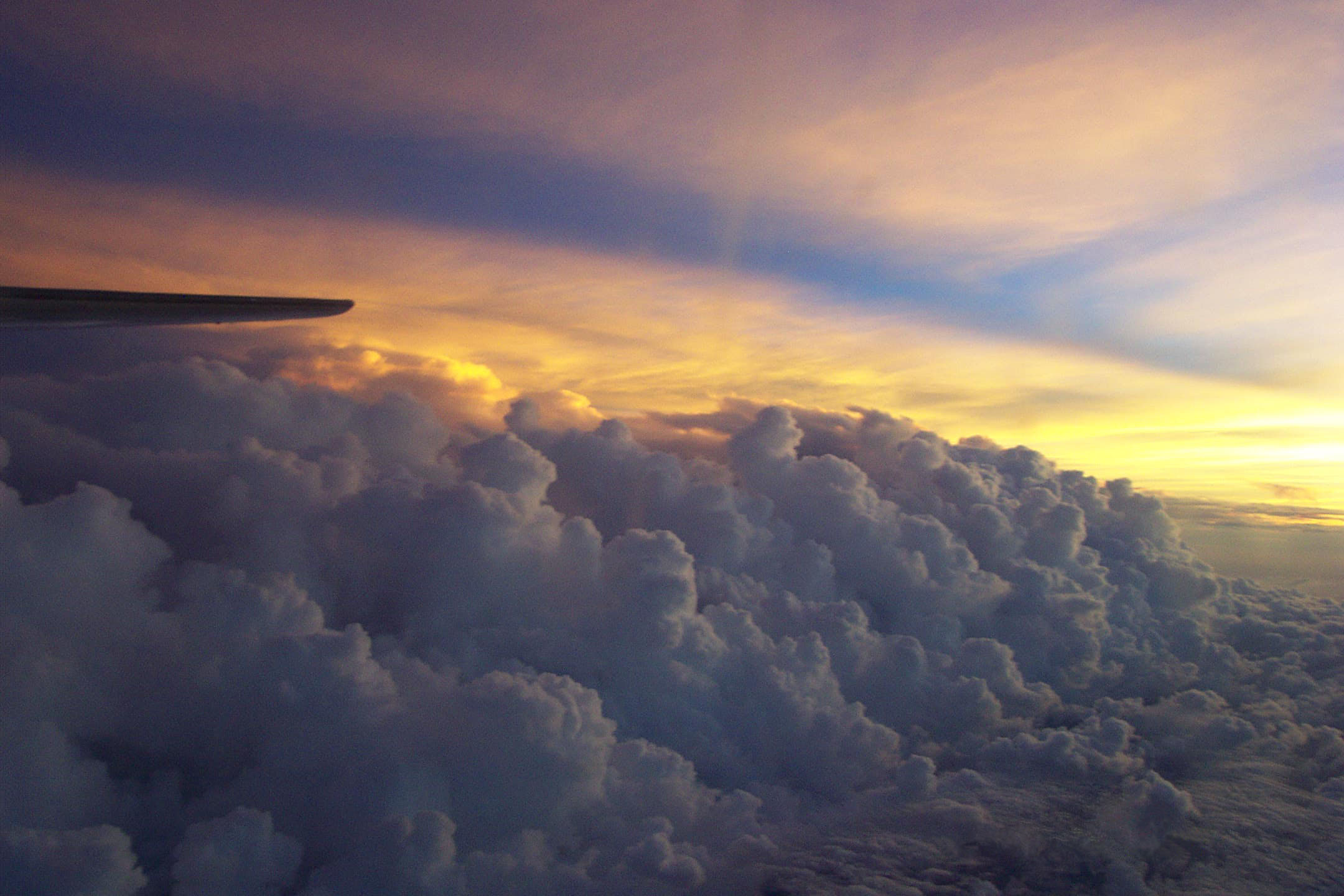
在颶風艾斯多爾螺旋雨帶內的日落景色，於海拔7,000呎拍攝

### 觀測
觀測強烈的熱帶氣旋一直以來對人類都是一個很大的挑戰。因為它們主要在海洋上活動，位於陸上的氣象站大多不能夠提供實測數據，在地面的觀測一般只有當熱帶氣旋經過島嶼或沿岸地區才有可能。但就算熱帶氣旋接近氣象站，氣象站也一般只能提供風暴較外圍的實時數據，因為如果當強烈的風暴過於接近，氣象站的監測設施會被強風摧毀。
配有氣象監測設備的偵察飛機也會被派往熱帶氣旋的中心提取實測數據，在大西洋，當熱帶氣旋出現後美國政府會定時派遣偵察機作監測。這些偵察機配備直接和遙感裝置讀取讀數，還有投落送的設備，量度高空和海平面的風速、氣壓、溫度和濕度。
在2005年，一架無人駕駛的偵察機被派往監測熱帶風暴奧菲利亞。無人駕駛偵察機可飛往更低的高度監測風暴而不用擔心機師的安全。

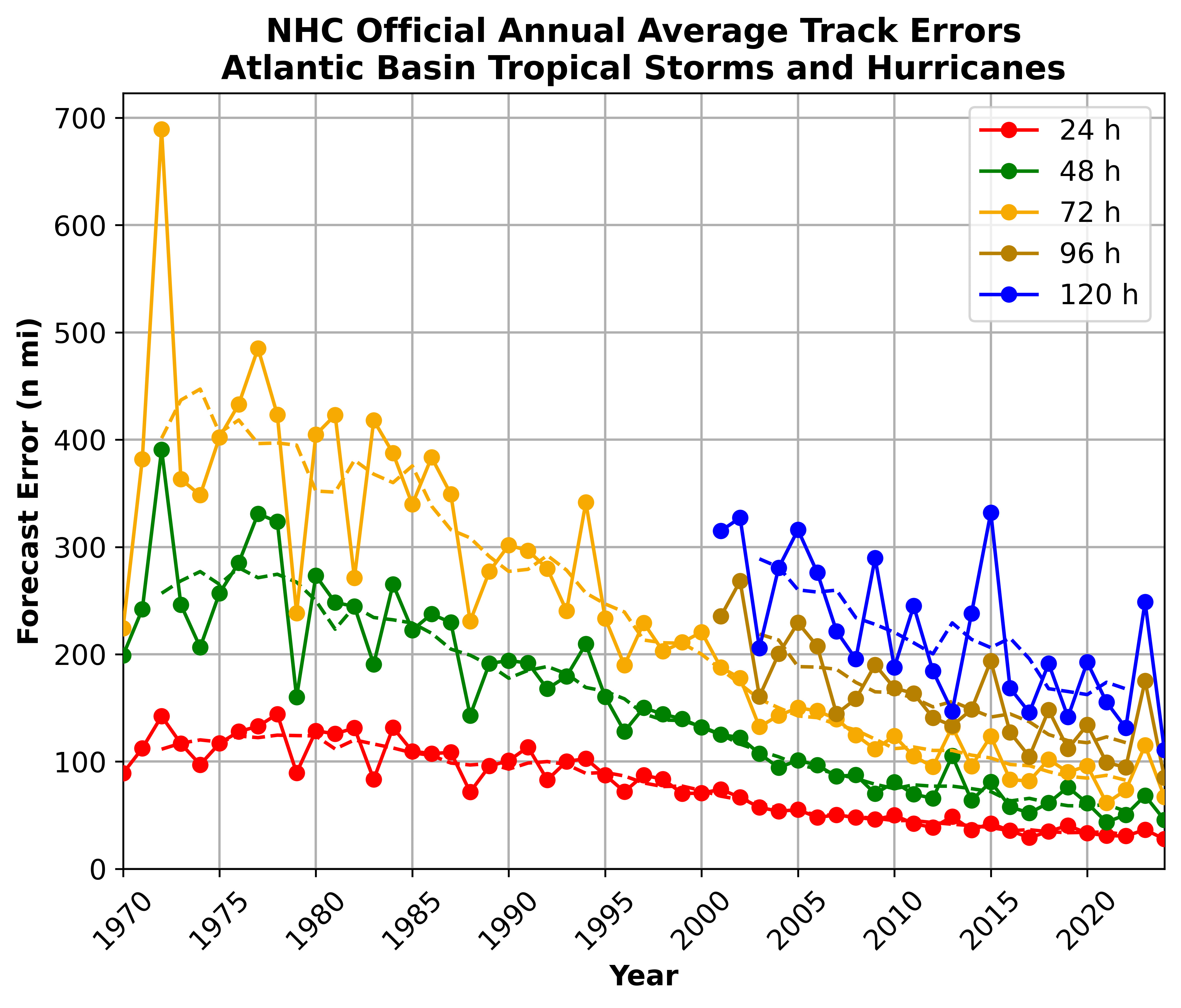
美國國家颶風中心的數值模式對大西洋熱帶風暴和颶風預報的每年平均誤差：數值預報對熱帶氣旋路徑的誤差從1970年代開始呈現下降趨勢

在世界其他地區並沒有偵察機監測風暴。遠洋熱帶氣旋的路徑主要從氣象衛星拍攝，一般每半小時或四分一小時更新的可見光和紅外線衛星雲圖追蹤；強度則透過德沃夏克分析法從雲圖評估。當風暴接近沿岸地區，陸地上每分鐘更新的多普勒雷達回波圖像便對熱帶氣旋的定位扮演重要角色。
在較強的熱帶氣旋的中心中，會有一個清晰的風眼，它能很大程度地幫助觀察熱帶氣旋的路徑。但要觀測沒有風眼的熱帶氣旋便要根據熱帶氣旋的螺旋雲帶，或熱帶氣旋中心附近雲團的相對移動來推斷熱帶氣旋的中心。

### 預測
| 各海域及世界氣象組織監測機構 | 各海域及世界氣象組織監測機構                               |
| 海域                         | 區域專責氣象中心或 熱帶氣旋警報中心                        |
| ---------------------------- | ---------------------------------------------------------- |
| 北大西洋                     | 美國國家颶風中心                                           |
| 東北太平洋                   | 美國國家颶風中心                                           |
| 北太平洋中部                 | 中太平洋颶風中心                                           |
| 西北太平洋                   | 日本氣象廳                                                 |
| 北印度洋                     | 印度氣象局                                                 |
| 西南印度洋                   | 法國氣象局（留尼汪島）                                     |
| 南及西南太平洋               | 斐濟氣象部 新西蘭氣象部† 巴布亞新幾內亞氣象部† 澳洲氣象局† |
| 東南印度洋                   | 澳洲氣象局†                                                |
| †：代表熱帶氣旋警報中心      |                                                            |

熱帶氣旋的移動受外力影響，所以要準確地預測其路徑，便要知道鄰近的高壓和低壓系統的位置和強度，以及它們將會如何改變並影響熱帶氣旋。由超級電腦和精密的情景模擬軟體組成的電腦數值模式，就能夠透過電腦模擬做到數值天氣預報，從而預測熱帶氣旋的路徑。結合這些數值模式與人類對影響熱帶氣旋外力的認識，以及氣象衛星和其他感應器，近數十年來科學家對熱帶氣旋路徑預測的準確率正逐漸提高；但科學家表示，因為氣象學界對影響熱帶氣旋發展的因素了解仍未全面，所以他們對於預測熱帶氣旋的強度較沒有把握。

### 預報中心
現時世界上共有六個區域專責氣象中心（簡稱），這些組織負責追蹤所屬區域內的熱帶氣旋並發出熱帶氣旋公報和警告；另外還有五個熱帶氣旋警報中心（簡稱）為較小的地區提供資訊。但區域專責氣象中心和熱帶氣旋警報中心不是唯一向大眾發佈熱帶氣旋消息的機構，例如美國的聯合颱風警報中心會為除北大西洋外全球的熱帶氣旋作出發佈；中國氣象局也會為位於國際換日線以西的北太平洋的熱帶氣旋作出發佈；加拿大颶風中心會為影響加拿大的熱帶氣旋或熱帶氣旋的殘餘發出公報。

## 盛行地區

### 主要源地

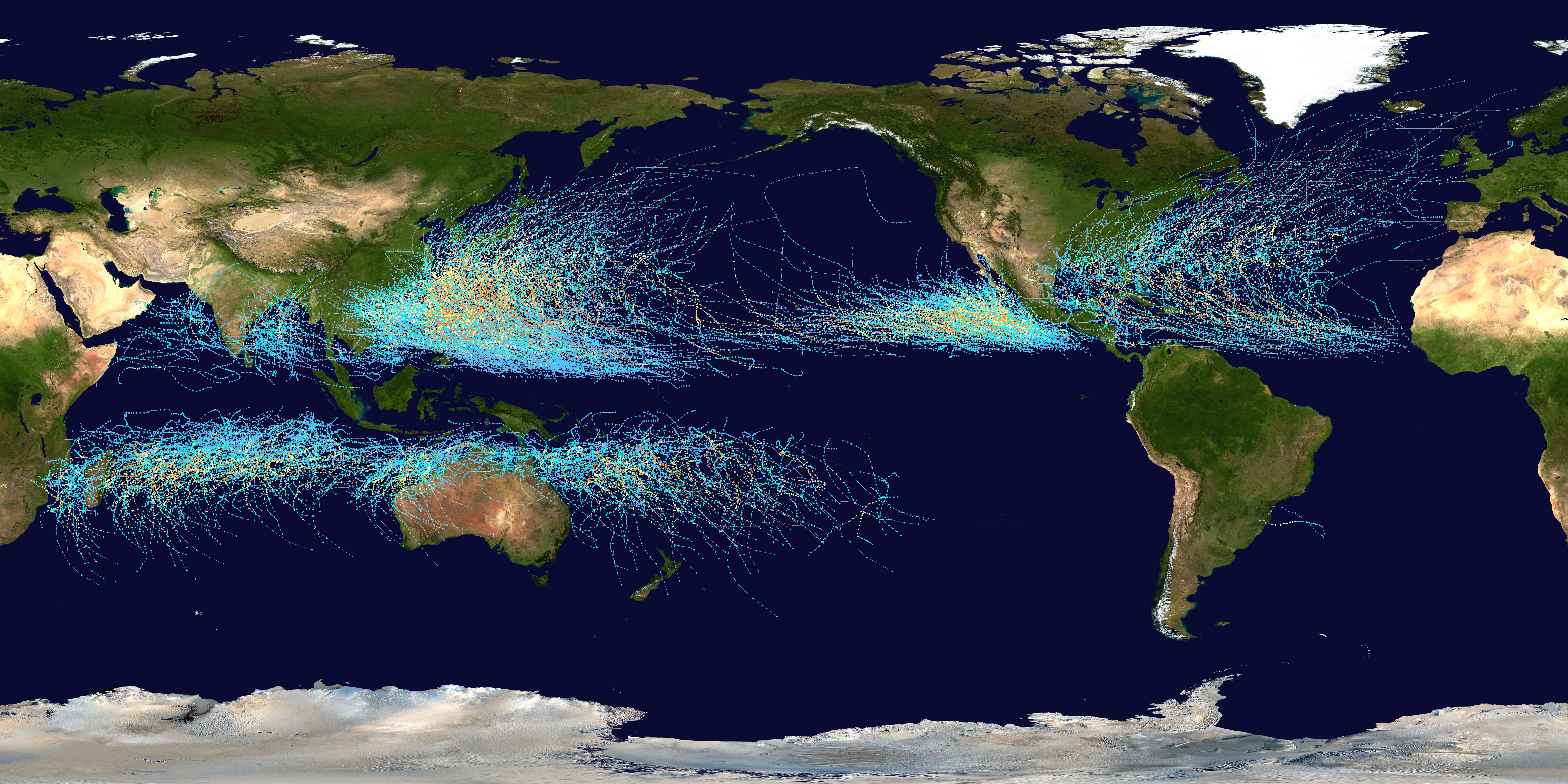
由1985年至2005年期間生成的所有熱帶氣旋路徑圖。國際日期變更線以西北太平洋生成了最多的熱帶氣旋；而南美洲東西兩岸（東南太平洋及南大西洋）則幾乎完全沒有熱帶氣旋活動

幾乎所有的熱帶氣旋都是在赤道南北30緯度以內的範圍內生成。當中大約87%是在南北緯20度之內。因為地轉偏移力弱小的關係，南北緯10度以內形成熱帶氣旋的機會較少，但並非罕見，歷來最接近赤道的熱帶氣旋出現於2004年11月在北印度洋形成的氣旋阿耆尼，第二接近赤道的熱帶氣旋出現於2001年12月底的熱帶風暴畫眉，在新加坡和馬來西亞之間由東向西穿越，成為有紀錄以來第一個侵襲新加坡的颱風。
地球每年平均有80個熱帶氣旋生成，主要產地有：
- 北太平洋西部

包括南海，影響地區包括中國南岸和東岸、臺灣、菲律賓、日本、越南、韓國、朝鮮、太平洋上各島，偶爾間中也可以越過中南半島或馬來半島而影響寮國、緬甸、馬來西亞、新加坡、印尼蘇門答臘、婆羅洲北部、泰國、印度東岸及孟加拉或是越過朝鮮半島和日本列島影響俄羅斯的遠東地區。每年西北太平洋生成的熱帶氣旋佔全球約三分之一。中國的沿岸是全球最多熱帶氣旋登陸的地方，平均每年有7个左右的热带气旋登陆中国沿海；而每年也有六至七個熱帶氣旋登陸菲律賓。
- 北太平洋東部

第二多生產熱帶氣旋地區，影響地區包括墨西哥沿岸、夏威夷、太平洋上島國，罕有情況下可影響下加利福尼亞，及中美洲的北部地區、美國西部等。
- 北大西洋

第三多，但因為包括加勒比海、墨西哥灣等人口眾多的地方，所以更常見於新聞，被稱為颶風。每年生成數目差距很大，由一個至超過20個不等，每年平均大約有10個生成。主要影響美國東岸及墨西哥灣沿岸各州、墨西哥及加勒比海各國，間中影響可達委內瑞拉和加拿大。2005年的飓风文斯更以熱帶低氣壓的強度登陸西班牙，是有纪录以来第一个登陆伊比利亚半岛的热带气旋，2017年強烈颶風奧菲利雅則是有史以來在大西洋最東邊形成的热带气旋，甚至直接侵襲高緯度的愛爾蘭和英國。
- 南太平洋西部

主要影響澳大利亞北部及大洋洲各國，雖數量不多，主要被稱為氣旋，有時也可能影響澳大利亞南部及紐西蘭。
- 北印度洋

包括孟加拉灣和阿拉伯海，主要在孟加拉灣生成。北印度洋的風季有兩個巔峰：一個在季風開始之前的4月和5月，另一個在季風結束後的10月和11月。影響印度、孟加拉、斯里蘭卡、泰國、緬甸和巴基斯坦等國，有時更會影響阿拉伯半島和中國西藏、雲南地區，另外此路線會嚴重影響澳洲飛往歐洲的長程飛機。
- 南印度洋東部

影響印尼及澳大利亞西部，以及分佈於印度洋的島國。
- 南印度洋西部

主要影響馬達加斯加、莫桑比克、毛里求斯、留尼汪島、坦桑尼亞、科摩羅和肯亞等地。

### 罕見源地

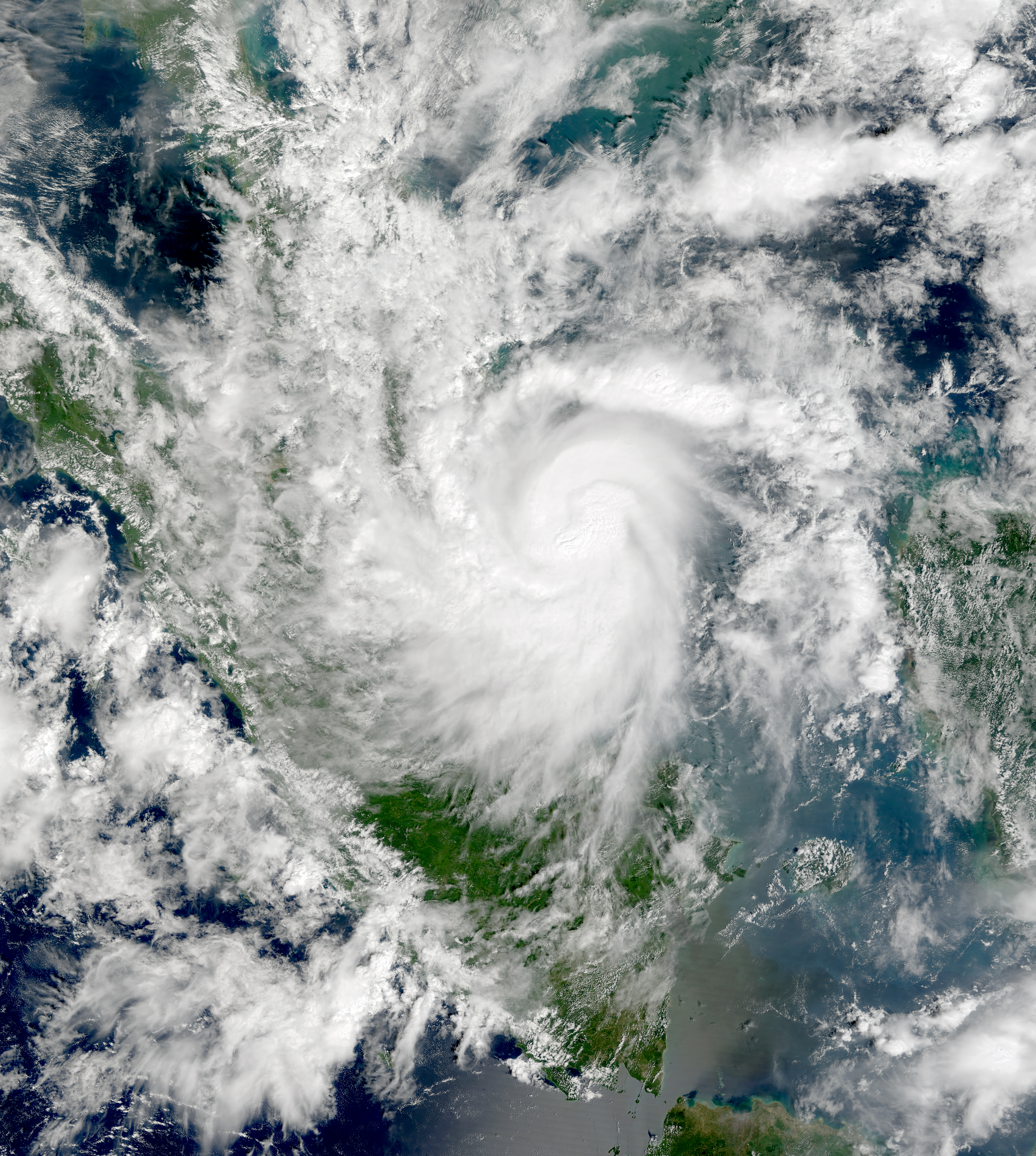
熱帶風暴畫眉的衛星雲圖，可見它的結構完整

以下地區海洋很少會生成熱帶氣旋：
- 南大西洋

由於較低的海水溫度、強烈的垂直風切變，至今只曾發現有五個熱帶氣旋在南大西洋形成，比較著名的是吹襲巴西的氣旋卡塔琳娜。
- 東南太平洋

該區因為強烈的垂直風切變，至今未有發現有熱帶氣旋生成，只有2017－2018年南太平洋熱帶氣旋季中的副熱帶風暴Lexi較出名。
- 地中海

由於地中海位處地方是溫帶，加上該地的夏季比較乾燥，降雨少（地中海氣候），所以只有少數熱帶氣旋曾經形成。例如:熱帶風暴羅爾夫、颶風左巴、颶風肯德莎。
- 高緯度地區

低水溫和長期強烈的垂直風切變使熱帶氣旋難以生成颶風，不過有時在極罕見的情況下仍會有颶風侵襲，如2005年侵襲西班牙的颶風文斯和2017年侵襲愛爾蘭和英國的颶風奧菲利雅。
- 十分接近赤道的海域

赤道地区地转偏向力较小，難以形成熱帶氣旋的旋轉動力。例如在2001年影響新加坡的熱帶風暴畫眉（當地定為熱帶低氣壓），和2004年於北印度洋生成的氣旋阿耆尼，都是罕见的近赤道台风。畫眉生成的緯度位於北緯1.5度，阿耆尼更是破紀錄的北緯0.7度。

### 生成時間
熱帶氣旋主要在夏季後期生成，因為海水溫度在這個時候最高。但在確切的生成時間上，每個海域都有其獨有的季度變化。綜合全球而言，9月是熱帶氣旋最活躍的月份，而5月則是最不活躍的月份。
| 風季的長度和生成的熱帶氣旋平均數目 | 風季的長度和生成的熱帶氣旋平均數目 | 風季的長度和生成的熱帶氣旋平均數目 | 風季的長度和生成的熱帶氣旋平均數目 | 風季的長度和生成的熱帶氣旋平均數目 | 風季的長度和生成的熱帶氣旋平均數目 |
| 區域 | 風季開始月份                       | 風季結束月份                       | 熱帶風暴 （風速大於34節）          | 颱風／颶風 （風速大於63節）        | 大型颶風† （風速大於96節）         |
| --- | ---------------------------------- | ---------------------------------- | ---------------------------------- | ---------------------------------- | ---------------------------------- |
| 西北太平洋 | 5月‡                               | 12月‡                              | 26.7                               | 16.9                               | 8.5                                |
| 東北太平洋 | 5月                                | 11月                               | 16.3                               | 9.0                                | 4.1                                |
| 北大西洋 | 6月                                | 11月                               | 10.6                               | 5.9                                | 2.0                                |
| 西南印度洋 | 11月                               | 5月                                | 20.6                               | 10.3                               | 4.3                                |
| 澳洲地區 | 11月‡                              | 4月‡                               | 10.6                               | 5.3                                | 1.9                                |
| 南太平洋 | 11月‡                              | 4月‡                               | 8.5                                | 4.8                                | 1.5                                |
| 北印度洋 | 4月‡                               | 12月‡                              | 5.4                                | 2.2                                | 0.4                                |
| † 大型颶風是指在薩菲爾-辛普森颶風等級達到3級或以上的颶風 ‡ 該區域特別沒有為風季開始和結束月份設下指定期限，上述月份只是該區域大部份的熱帶氣旋形成的月份 |                                    |                                    |                                    |                                    |                                    |

- 西北太平洋全年皆有熱帶氣旋，但活動以二月最少，七月至九月最多。
- 北大西洋及東北太平洋則主要集中在六月至十一月。
- 南半球的熱帶氣旋在十一月開始，至五月中左右結束，當中以二月中至三月初是高峰。[81]

## 分級
熱帶氣旋的強度一般根據平均風速評定，世界氣象組織（WMO）建議使用接近風暴中心海平面上十米之十分鐘平均風速。但美國的國家颶風中心和聯合颱風警報中心，以及中國的中國氣象局，分別採用一分鐘和二分鐘平均風速計算熱帶氣旋中心持續風力。根據美國和中國的定義所測量到的平均風速，會比聯合國定義的稍高。其中一分鐘與十分鐘平均風速的近似换算公式为：十分鐘平均风速=一分钟平均风速乘以0.88。
不同的地區對熱帶氣旋也有不同的分級方法，在美國，颶風會根據萨菲尔-辛普森飓风等级（SSHS）按強度分為一至五級。
以下是各個氣象機構對不同強度熱帶氣旋的分級：
| 熱帶氣旋分級 | 熱帶氣旋分級              | 熱帶氣旋分級              | 熱帶氣旋分級                   | 熱帶氣旋分級    | 熱帶氣旋分級   | 熱帶氣旋分級 | 熱帶氣旋分級   | 熱帶氣旋分級            |
| 蒲福氏風級 | 1分鐘平均風速             | 10分鐘平均風速            | 東北太平洋及北大西洋 NHC／CPHC | 西北太平洋 JTWC | 西北太平洋 JMA | 北印度洋 IMD | 西南印度洋 MF  | 澳洲及南太平洋 BoM／FMS |
| --- | ------------------------- | ------------------------- | ------------------------------ | --------------- | -------------- | ------------ | -------------- | ----------------------- |
| 0–7 | <32節（59 km/h）          | <28節（52 km/h）          | 熱帶低氣壓                     | 熱帶低氣壓      | 熱帶低氣壓     | 低氣壓       | 不穩定天氣區域 | 熱帶低氣壓              |
| 7 | 33節（61 km/h）           | 28-29節（52-54 km/h）     | 熱帶低氣壓                     | 熱帶低氣壓      | 熱帶低氣壓     | 強低氣壓     | 熱帶擾動       | 熱帶低氣壓              |
| 8 | 34-37節（63-69 km/h）     | 30-33節（56-61 km/h）     | 熱帶風暴                       | 熱帶風暴        | 熱帶低氣壓     | 強低氣壓     | 熱帶低氣壓     | 熱帶低氣壓              |
| 9–10 | 38-54節（70-100 km/h）    | 34-47節（63-87 km/h）     | 熱帶風暴                       | 熱帶風暴        | 熱帶風暴       | 氣旋風暴     | 中等熱帶風暴   | 一級熱帶氣旋            |
| 11 | 55-63節（102-117 km/h）   | 48-55節（89-102 km/h）    | 熱帶風暴                       | 熱帶風暴        | 強烈熱帶風暴   | 強烈氣旋風暴 | 強烈熱帶風暴   | 二級熱帶氣旋            |
| 12+ | 64-71節（119-131 km/h）   | 56-63節（104-117 km/h）   | 一級颶風                       | 颱風            | 強烈熱帶風暴   | 強烈氣旋風暴 | 強烈熱帶風暴   | 二級熱帶氣旋            |
| 12+ | 72-82節（133-152 km/h）   | 64-72節（119-133 km/h）   | 一級颶風                       | 颱風            | 颱風           | 特強氣旋風暴 | 熱帶氣旋       | 三級強烈熱帶氣旋        |
| 12+ | 83-95節（154-176 km/h）   | 73-83節（135-154 km/h）   | 二級颶風                       | 颱風            | 颱風           | 特強氣旋風暴 | 熱帶氣旋       | 三級強烈熱帶氣旋        |
| 12+ | 96-97節（178-180 km/h）   | 84-85節（156-157 km/h）   | 三級（大型）颶風               | 颱風            | 強烈颱風       | 特強氣旋風暴 | 熱帶氣旋       | 三級強烈熱帶氣旋        |
| 12+ | 98-112節（181-207 km/h）  | 86-98節（159-181 km/h）   | 三級（大型）颶風               | 颱風            | 強烈颱風       | 極強氣旋風暴 | 強烈熱帶氣旋   | 四級強烈熱帶氣旋        |
| 12+ | 113-122節（209-226 km/h） | 99-107節（183-198 km/h）  | 四級（大型）颶風               | 颱風            | 強烈颱風       | 極強氣旋風暴 | 強烈熱帶氣旋   | 四級強烈熱帶氣旋        |
| 12+ | 123-129節（228-239 km/h） | 108-113節（200-209 km/h） | 四級（大型）颶風               | 颱風            | 猛烈颱風       | 極強氣旋風暴 | 強烈熱帶氣旋   | 五級強烈熱帶氣旋        |
| 12+ | 130-136節（241-252 km/h） | 114-119節（211-220 km/h） | 四級（大型）颶風               | 超級颱風        | 猛烈颱風       | 超級氣旋風暴 | 特強熱帶氣旋   | 五級強烈熱帶氣旋        |
| 12+ | >137節（254 km/h）        | >120節（220 km/h）        | 五級（大型）颶風               | 超級颱風        | 猛烈颱風       | 超級氣旋風暴 | 特強熱帶氣旋   | 五級強烈熱帶氣旋        |
| 1. 交通部中央氣象局自1991年起，將原本每1分鐘平均風速計算持續風力改採用每10分鐘計算，並將中心附近最大風速達每秒67米的「超級強烈颱風」等級廢除，其餘等級（即輕度颱風、中度颱風、強烈颱風）與其標準無異。 2. 中國氣象局自2006年6月中旬起，將使用新分級制度。新制將颱風（中心附近最大持續風力達每小時118公里）再細分3級（颱風、強颱風、超強颱風），其餘等級（即熱帶低壓、熱帶風暴、強熱帶風暴）與舊標準無異，採用2分鐘平均風速計算。香港天文台亦自2009年起，使用與中國氣象局新制標準相似的新分級制度，惟中國氣象局採用2分鐘平均風速計算持續風力，而香港天文台則採用10分鐘計算，其餘等級（即熱帶低氣壓、熱帶風暴、強烈熱帶風暴）與舊標準無異。 3. 菲律賓大氣地球物理和天文服務管理局於2015年起新增超強颱風分類。其數值劃分值與聯合颱風警報中心基本相等，但聯合颱風警報中心的最高持續風速採1分鐘值，而菲律賓大氣地球物理和天文服務管理局採10分鐘值。 4. 聯合颱風警報中心的分級（熱帶低氣壓、熱帶風暴、颱風）和美國其餘氣象中心基本一致，但以1分鐘最高持續風速達每秒65米（130節或每小時241公里）者為超級颱風對應10分鐘則為114節。 |                           |                           |                                |                 |                |              |                |                         |

### 分級系統的限制
熱帶氣旋的分級的強弱與熱帶氣旋所造成的破壞並沒有必然關係。不同於評估地震所造成影響的麥加利地震烈度，現時對熱帶氣旋的分級只會考慮其風速。較弱的熱帶氣旋有時會比更強的熱帶氣旋造成更大的破壞，這主要取決於其他外在因素，如受影響區域的地形、熱帶氣旋帶來的總雨量等。例如2006年太平洋颱風季的強烈熱帶風暴碧利斯，儘管強度弱，但因為其範圍廣闊，在登陸中國後於內陸地區造成廣泛而持續的強降水，竟帶來244.48億元人民幣的直接經濟損失；相反，有許多遠較碧利斯強烈的熱帶氣旋因為未有登陸或在人跡罕至的地方登陸，甚至因為其覆蓋範圍或風圈小，所以沒有造成太大的破壞。

## 命名及編號
因為海洋上可能同時出現多個熱帶氣旋，為了減少混亂，當熱帶氣旋達到熱帶風暴的強度時，各氣象機構便會對其作出命名。熱帶氣旋會根據各個區域不同的命名表命名，這些命名表是由世界氣象組織的委員或各區負責預測熱帶氣旋的機構制訂。當熱帶氣旋被除名，新的名字會被選出作替補。

## 熱帶氣旋與其他環境變化的關聯

### 與全球暖化的關係
氣象學家認為，一個熱帶氣旋的強度，或一個風季的活躍程度，都不能歸咎於單一因素，如全球变暖或其他自然環境的變化。但熱帶氣旋的強度和出現頻率的長期趨勢，卻可能從統計數字中看到端倪。美國國家海洋及大氣管理局地球物理流體力學實驗室）曾作出一個模擬，得出這樣的結論：“大氣中持續增加的溫室氣體含量使全球氣候變暖，這可能使下一世紀熱帶氣旋的強度比現時最強的還要猛烈”。
在《自然》雜誌的一篇文章中，克里·伊曼纽尔認為熱帶氣旋的潛在破壞力（包括熱帶氣旋的強度、維持時間和頻率），與熱帶地區海平面度和全球暖化有著莫大關係。他並預計在21世紀，熱帶氣旋所造成的損失會大幅增加。而P·J·韋伯斯特（P.J. Webster）等則在《科學》雜誌上發表了一篇文章，指出過去數十年除北大西洋外，其他海域熱帶氣旋出現的次數均有所減少，但達到四級或五級颶風強度的熱帶氣旋數目則大量增加。
伊曼纽尔和韋伯斯特都認為海平面溫度對熱帶氣旋的發展十分重要，但什麼因素導致海平面溫度上升，卻仍為未知數。在大西洋，海平面溫度的上升可能是因為全球暖化，也可能只是由於該海域水溫的自然波幅（通常以50至70年為週期）。
2007年，倫敦大學學院班費德防災研究中心的兩位英國學者桑德茲和李亞當，透過觀察美利堅合眾國在1965年至2005年之間每年颶風的氣象數據，並將之與50年間的平均值比較。指出自1996年來，颶風數目每年增至八個。颶風登陸美國變得越來越頻繁，統計顯示，大約每3年會增加一個。
在排除颶風產生因素中風的角色後，研究人員計算出，每升高攝氏0.5度，颶風的活動增加40%。

### 與地震的關係
十九世紀後期有調查顯示熱帶氣旋與地震有微弱關係，但同期亦有其他調查顯示氣壓昇降與地震間並沒有明確關係。。按照2009年台灣中央研究院的研究顯示，颱風的氣壓會引發「慢地震」現象，使地層的能量逐漸釋放，避免產生大型的地震。

## 纪录
| 熱帶氣旋名稱       | 年份   | 生成海域             | 氣壓（百帕） | 一分鐘平均風速（節） | 三／十分鐘平均風速（節） | 描述 |
| ------------------ | ------ | -------------------- | ------------ | -------------------- | ------------------------ | --- |
| 颱風卡門           | 1960年 | 西北太平洋           | 980          | 75                   | 不適用                   | 最大的風眼：直徑約370公里，已接近台灣南北縱長（395公里）。 |
| 颱風南施           | 1961年 | 西北太平洋           | 882          | 185                  | 145                      | 世界上採用一分鐘平均風速最高的非正式紀錄保持者。五級熱帶氣旋保持時間最長：5.50天。 |
| 颱風泰培           | 1979年 | 西北太平洋           | 870          | 165                  | 140                      | 全球有紀錄以來中心氣壓最低及最強的熱帶氣旋，也是覆蓋範圍最大的熱帶氣旋。 |
| 颱風佛瑞特         | 1983年 | 西北太平洋           | 885          | 150                  | 110                      | 增強最快的熱帶氣旋：24小時内中心氣壓下降了100毫巴（從976毫巴到876毫巴）。 |
| 颱風海燕           | 2013年 | 西北太平洋           | 895          | 170                  | 125                      | 全球有衛星觀測紀錄以來官方首次錄得一分鐘平均風速達170節，同時也是世界上搬動天然物體最重（177噸）的熱帶氣旋。 |
| 颱風莫蘭蒂         | 2016年 | 西北太平洋           | 890          | 170                  | 120                      | 繼颱風海燕後官方衛星觀測紀錄再次錄得一分鐘平均風速達170節，以最高風速及最高強度進入呂宋海峽的熱帶氣旋。 |
| 颱風               | 2020年 | 西北太平洋           | 905          | 170                  | 120                      | 繼颱風海燕、颱風莫蘭蒂後官方衛星觀測紀錄第三次錄得一分鐘平均風速達170節，全球有記錄以來登陸時風速最高的熱帶氣旋，打破颱風海燕登陸時風速最高的紀錄。                                                                      |
| 颱風舒力基         | 2021年 | 西北太平洋           | 895          | 170                  | 120                      | 繼颱風海燕、颱風莫蘭蒂以及颱風後官方衛星觀測紀錄第四次錄得一分鐘平均風速達170節，是北半球有氣象紀錄以來4月份最強的熱帶氣旋。                                                                                             |
| 颶風約翰           | 1994年 | 東北太平洋           | 929          | 150                  | 85                       | 行進距離最遠的熱帶氣旋：13,280公里。是目前唯一中太平洋有紀錄以來(包括從東北太平洋過來的熱帶氣旋)一分鐘平均風速達150節的熱帶氣旋。                                                                                        |
| 颶風帕翠莎         | 2015年 | 東北太平洋           | 872          | 185                  | 不適用                   | 世界上採用一分鐘平均風速最高的正式紀錄保持者，打破颱風海燕最高風速的紀錄，並成為西半球有紀錄以來氣壓最低的熱帶氣旋。最溫暖風眼紀錄：758hPa高度的氣溫為32.2°C。是目前全球有氣象紀錄以來，氣壓僅次於颱風狄普的熱帶氣旋。   |
| 颶風伊歐佳         | 2006年 | 中太平洋             | 915          | 140                  | 105                      | 中太平洋有紀錄以來氣壓最低的熱帶氣旋。 |
| 颶風艾倫           | 1980年 | 北大西洋             | 899          | 165                  | 不適用                   | 大西洋有紀錄以來唯一一個一分鐘平均風速達165節的熱帶氣旋。 |
| 颶風卡崔娜         | 2005年 | 北大西洋             | 902          | 150                  | 不適用                   | 損失最大：1,250億美元（2005年考慮到通貨膨脹狀況後） |
| 颶風威爾瑪         | 2005年 | 北大西洋加勒比海     | 882          | 160                  | 不適用                   | 最小的風眼：直徑約3.7公里，同時也是大西洋有紀錄以來氣壓最低的熱帶氣旋。 |
| 2008年熱帶風暴馬可 | 2008年 | 北大西洋坎佩切灣     | 998          | 55                   | 不適用                   | 覆蓋範圍最小的熱帶氣旋：烈風圈半徑18.5公里。 |
| 颶風哈維           | 2017年 | 北大西洋             | 937          | 115                  | 不適用                   | 與2005年颶風卡崔娜後並列為損失最大的熱帶氣旋：1,250億美元 |
| 氣旋亞森特         | 1980年 | 西南印度洋           | 978          | 70                   | 65                       | 最大總降雨量：6,083毫米 |
| 氣旋加菲洛         | 2004年 | 西南印度洋           | 895          | 140                  | 125                      | 西南印度洋有記錄以來氣壓最低熱帶氣旋。 |
| 氣旋凡塔拉         | 2016年 | 西南印度洋           | 910          | 155                  | 135                      | 西南印度洋有紀錄以來，採用一分鐘平均風速最高和十分鐘平均風速最高的正式紀錄保持者。 |
| 1970年波拉氣旋     | 1970年 | 北印度洋孟加拉灣     | 966          | 115                  | 100                      | 致死最多：超過50萬人 。 |
| 1999年奧里薩氣旋   | 1999年 | 北印度洋孟加拉灣     | 912          | 140                  | 140                      | 北印度洋有紀錄以來氣壓最低和採用三分鐘平均風速最高的熱帶氣旋。 |
| 氣旋阿耆尼         | 2004年 | 北印度洋阿拉伯海     | 1006         | 65                   | 45                       | 最靠近赤道的熱帶氣旋：0.7°N |
| 氣旋古努           | 2019年 | 北印度洋阿拉伯海     | 915          | 130                  | 135                      | 阿拉伯海有紀錄以來最強的熱帶氣旋，也是首個三分鐘平均風速達130節的熱帶氣旋。 |
| 氣旋馬希納         | 1899年 | 澳洲東北部太平洋近海 | 914          | 不適用               | 115                      | 最高風暴潮：13公尺或14.5公尺。 |
| 氣旋奧利維亞       | 1996年 | 澳洲西北部印度洋近海 | 925          | 125                  | 105                      | 最強陣風：每秒113.2公尺 (約每小時408公里)，於1996年4月10日10時55分在巴羅島觀測到的紀錄。 |
| 氣旋弗雷迪         | 2023年 | 澳洲西北部印度洋近海 | 919          | 165                  | 140                      | 持續時間最長的熱帶氣旋：36天。 |
| 氣旋莫妮卡         | 2006年 | 南太平洋珊瑚海       | 916          | 155                  | 135                      | 南半球有紀錄以來登陸澳洲一分鐘平均風速最高的熱帶氣旋，與佐伊和溫斯頓並列為南半球一分鐘平均風速最高的熱帶氣旋。 |
| 氣旋佐伊           | 2002年 | 南太平洋             | 890          | 155                  | 130                      | 與莫妮卡和溫斯頓並列為南半球一分鐘平均風速最高的熱帶氣旋。 |
| 氣旋溫斯頓         | 2016年 | 南太平洋             | 884          | 155                  | 150                      | 是南半球有紀錄以來中心氣壓最低的熱帶氣旋，與佐伊和莫妮卡並列為南半球一分鐘平均風速最高的熱帶氣旋。世界上有衛星觀測紀錄以來官方首次錄得十分鐘平均風速達150節，打破1979年颱風狄普所保持的十分鐘平均風速達140節的世界紀錄。 |
| 氣旋卡塔琳娜       | 2004年 | 南大西洋             | 972          | 85                   | 不適用                   | 南大西洋有紀錄以來第一個增強成颶風程度的熱帶氣旋。 |

### 相关條目
- 颱風
- 萨菲尔-辛普森飓风等级
- 熱帶氣旋警告
- 溫帶氣旋
- 亞熱帶氣旋
- 後熱帶氣旋
- 低氣壓